# Catedral de l'Aurora Boreal
Catedral de l'Aurora Boreal, en noruec Nordlyskatedralen Alta Kirke (Ubicada en la ciutat d'Alta (Noruega), al final d'un carrer de vianants, al centre de la ciutat. És una moderna església luterana que simbolitza una aurora boreal. L'arquitecte responsable del disseny fou Kolbjorn Jenssen del Link Arkitektur de Stavanger, en cooperació amb Schmidt Hammer Lassen Arquitectes d'Aarhus (Dinamarca).

## La Consagració
La catedral de l'Aurora Boreal fou consagrada pel bisbe Per Oskar Kjølaas, el 10 de febrer de 2013. La princesa Mette-Marit Tjessem Høiby, la ministra d'afers eclesiàstics i l'alcaldessa d'Alta, Laila Davidsen, estigueren presents entre la multitud del públic assistent. El cor de gòspel infantil Nordlys i el cor Alta Motettkor, amb la participació dels estudiants del liceu d'Alta, actuaren durant l'esdeveniment, fou un acte solemne i meravellós pels altencs.
L'estructura de l'església és de formigó, revestit amb plaques de titani en la façana. El vernís blau de la paret de l'altar permet ressaltar la figura de Crist, la sala està totalment revestida de formigó, amb el sol, cadires i motllures de roure. Inclou també 800 m. de llistons verticals amb llums LED al darrere. L'interior de l'església proporciona una llum càlida i un ambient agradable així com un bon so acústic.

## Primera Pedra
La primera pedra de la Catedral de l'Aurora Boreal fou col·locada la vigília d'Any Nou de 1999 per la llavors alcaldessa d'Alta, Eva Nielsen i el pastor Olav Ǿygard mentre Alta fou declarada ciutat (Nordlysbyen). Aquesta pedra es tornà a col·locar anys més tard, quan es decidí construir l'església en un altre lloc, en el centre de l'eix de vianants. La primera pedra, amb contingut actualitzat, fou col·locada de bell nou el 18 d'agost de 2012 pel reverend Olav Ǿygard i Monica Nielsen (filla d'Eva Nielsen), junt amb una altra primera pedra, col·locada per l'alcaldessa Laila Davidsen i el bisbe Per Oskar Kjǿlaas. Ambdues pedres ubicades en el sol eclesiàstic contenent himnaris, la Bíblia, el Nou Testament en sami, revistes parroquials, periòdics, estoigs de monedes de 1999 i 2012, dibuixos, fotos i dades rellevants.
El nom Nordlyskatedralen Alta kirke fou aprovat pel Consell Diocesà de Nord-Halogaland l'11 d'abril de 2012. el 1999, quan Alta fou declarada Nordlysbyen (Ciutat de l'Aurora Boreal), la gent començà a utilitzar Nordlyskatedralen (Catedral de l'Aurora Boreal) per a referir-se a la nova església. Hagueren de passar molts anys fins a aconseguir que aquesta denominació fos acceptada i reconeguda oficialment.
La Catedral de l'Aurora Boreal d'Alta atrau al voltant de 9.000 habitants de la localitat i un total de 16.000 visitants aproximadament.

## Interior
L'interior fou decorat per l'artista danès Peter Brandes. La figura de Crist fosa en bronze, apareix damunt un pedestal de bronze. Mesura 4.3 m. d'altura, i, amb la base pesa al voltant de 2 tones. 
| « | Crist apareix crucificat però donant la benedicció amb els braços estesos. En l'últim alè, Crist aixeca la testa vers Déu. Crist dona les gràcies per haver estat elegit per aquells que l'han elegit. Per aquest motiu, no mira vers a sota. Triomfant i salvador, Crist es presenta davant nosaltres com el portador de la llum i l'esperança. | » |

L'estàtua fou patinada amb el propòsit d'oferir certa obscuritat en la inferior i major lluminositat vers amunt. La part superior és la més clara mercès a la llum divina que il·lumina l'ésser humà.

## La pica baptismal
Aquesta pica està feta de marbre amb 32 tonalitats de blau. El bol baptismal és de vidre transparent, amb l'Estel de Betlem i un peix daurat en el fons. La vora del bol està decorat amb plomes de colom que representen l'Esperit Sant, portaveu d'ui tri.
El gran piano de cua Steinway-flygel és un regal de la fundació Sparebank.

## La torre

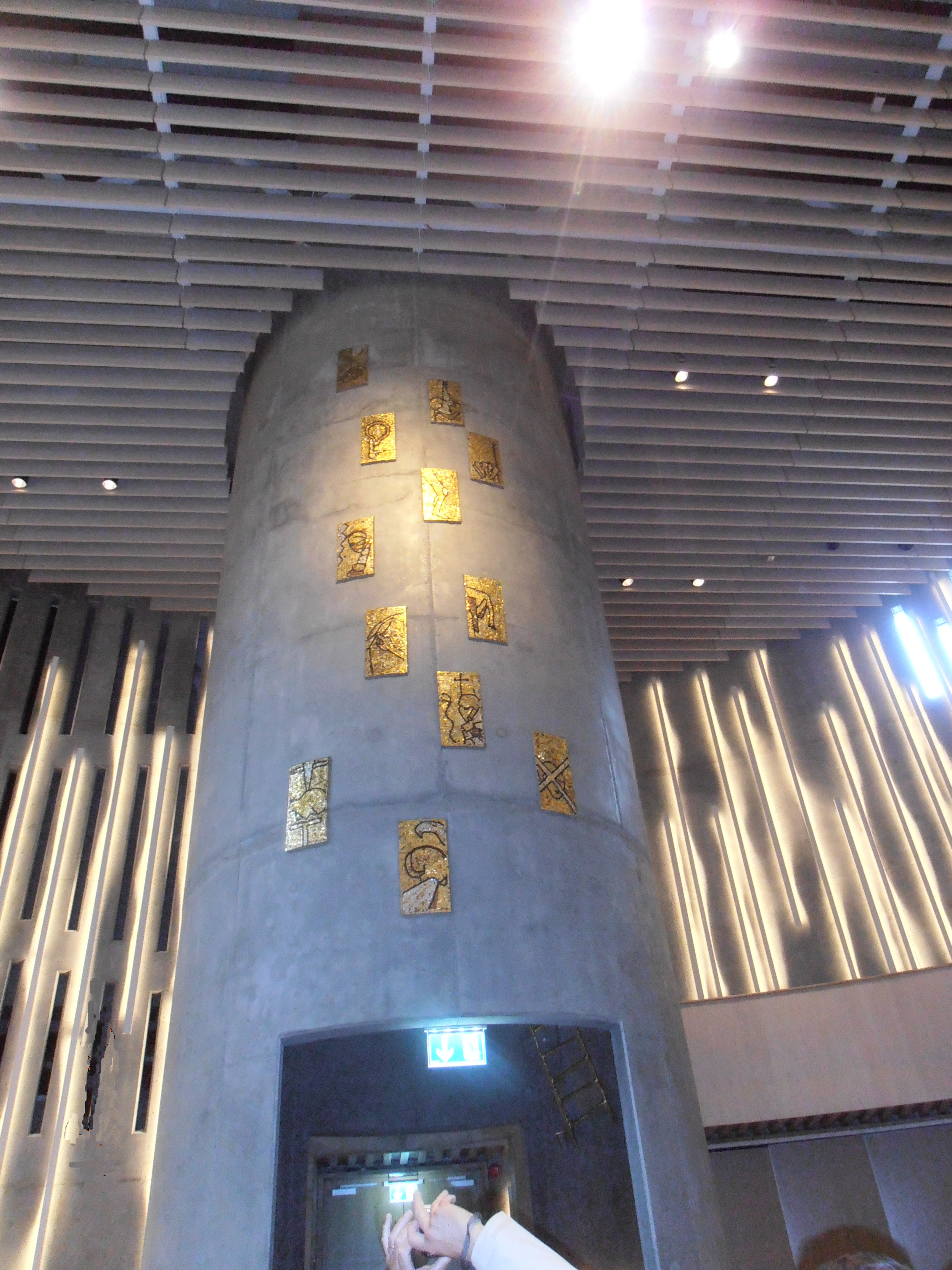
La torre que amaga l'escala de Jacob

En la sala de la torre s'hi troba l'Escala de Jacob de 7,5 m. d'altura i xapada en or. La sala de la torre és un lloc lluminós pel qual es pot passar, seure en silenci, encendre espelmes i orar. En la paret externa de la torre, vers l'altar, s'observa un relleu amb 12 plomes daurades que representen els dotze deixebles. La torre de llum' fou dissenyada per Per Buvick i creada per l'empresa Jens Jensen AS. Durant la missa, s'encenen les espelmes. Durant el bateig s'encén l'espelma baptismal.

## L'altar
L'altar de formigó fibrós està revestit de marbre. La part frontal presenta un mosaic daurat.

## La trona
La trona de llautó inclou decoracions amb marbre. En la part frontal apareixen símbols que representen als quatre evangelistes.

## L'orgue
L'orgue fou beneït el Diumenge de Rams de 2014, fabricat per l'empresa sueca Grönlunds Orgelbyggeri, té 29 veus i 1.800 tubs. L'orgue és un regal de l'Alta Kraftlag.
La Catedral de l'Aurora Boreal d'Alta té dues campanes. En una de les campanes es pot llegir el següent:
| « | Prop de Déu-prop de l'esser humà. NOSALTRES VOLEM: SER GENEROSOS-CUIDAR – DONAR ESPERANÇA. | » |

En l'altra, s'hi llegeix: 
| « | La pau divina sobre les muntanyes fa prosperar el lloc que construïm i en el que vivim. | » |

 Aquest és un himne extret del llibre d'himnes nadalencs del Nord de Noruega de Trygve Hoff. Les campanes fabricades per Olsen Nauen Klokkestøperi AS de Tønsberg, foren un regal de Sparebank1 Nord-Norge.

## Inventari
L'inventari litúrgic inclou casulles, cadires, canelobres, creus i espelmes per a processons de l'empresa Savile Row de Drammen. Aquest inventari és un donatiu del Consell Diocesà.